# Tabaille-Usquain
Tabaille-Usquain település Franciaországban, Pyrénées-Atlantiques megyében. Lakosainak száma 47 fő (2022. január 1.). Tabaille-Usquain Espiute, Gestas, Montfort és Saint-Gladie-Arrive-Munein községekkel határos.

## Népesség
A település népessége az elmúlt években az alábbi módon változott:
| Lakosok száma | 31   | 39   | 45   | 44   | 46   | 46   | 46   | 47   | 47   |
|               | 2013 | 2015 | 2016 | 2017 | 2018 | 2019 | 2020 | 2021 | 2022 |